# Elaine Stritch: Shoot Me
Elaine Stritch: Shoot Me è un film documentario del 2013 diretto da Chiemi Karasawa.
Il documentario, sulla vita e la carriera di Elaine Stritch, ha ricevuto molte critiche positive e sul sito di recensioni Rotten Tomatoes ha un voto pari a 98%.